# Pedro Machuca
Pedro Machuca, Toledo cap a 1490 - Granada 4 d'agost de 1550. Fou un pintor i arquitecte del segle xvi.
La seva única però cèlebre obra d'arquitectura és el palau de Carles V, un imponent edifici renaixentista encarregat per l'emperador com a residència a l'Alhambra de Granada.
Va néixer a Toledo i es va formar a Itàlia, on va ser deixeble de Miquel Àngel i va poder conèixer Jacopo Torni.
De retorn a Espanya l'any 1520, va treballar com pintor en la Capella Reial de Granada, així com a la catedral de Jaén, Toledo i Uclés. El 1528 va començar les obres del palau de l'emperador Carles V. A les seves traces s'aprecia el contacte amb la cultura de l'arquitecte romà Vitruvi a través dels artistes italians Rafael, Baldassarre Peruzzi i, sobretot, Giulio Romano.
Al museu del Prado de Madrid es conserva la pintura de tema religiós: Descendimiento de la Virgen y las ánimas del Purgatorio